# Kristy, Are You Doing Okay?
Kristy, Are You Doing Okay? – ballada rockowa amerykańskiego zespołu The Offspring, która znalazła się w ich ósmym albumie studyjnym Rise and Fall, Rage and Grace.
Piosenka znajduje się na 7. miejscu w albumie i jest trzecim singlem. Tekst opowiada o dziewczynie, którą piosenkarz Dexter Holland znał jako dziecko. Była ona wykorzystywana seksualnie i wszyscy w sąsiedztwie (włącznie z Dexterem) wiedzieli o tym, ale nikt nic nie zrobił. Holland napisał tę piosenkę by przeprosić dziewczynę.

## Teledysk
Teledysk został zrobiony razem z reżyserem Lexem Halabym. Jego premiera miała miejsce 2 lutego na stronie AOLmusic.com.
Klip opisuje nastolatkę, która pisze ciągle w swoim pamiętniku o tym, że była wykorzystywana. Chłopak w klasie (młody Dexter) dostrzega ją i podejrzewa, że coś jest nie tak. Jednakże nic nie robi, a dziewczyna zostaje sama. Na końcu teledysku, po wymianie spojrzeń, Kristy zostawia dla Dextera swój pamiętnik na trybunie szkolnego boiska. Strony z pamiętnika pojawiają się w scenach, gdy Holland gra na gitarze akustycznej.